# Xavier Worthy
Xavier Glenn Worthy, né le 27 avril 2003 à Fresno en Californie, est un sportif professionnel américain de football américain évoluant au poste de wide receiver pour les Chiefs de Kansas City dans la National Football League (NFL).

## Biographie

### Jeunesse
Worthy étudie au lycée Central East High School (en) de Fresno en Californie. Il est sélectionné pour disputer l'All-American Bowl 2021 mais la rencontre est annulée à la suite de la pandémie de Covid-19. Initialement engagé auprès de l'université du Michigan pour jouer au football américain universitaire, il intègre finalement l'université du Texas à Austin.

### Carrière universitaire
Étudiant à l'université du Texas à Austin, il joue au niveau universitaire avec les Longhorns du Texas de 2021 à 2023 dans la NCAA Division I FBS. 
Worthy obtient immédiatement du temps de jeu lors de sa première saison,, et est de suite très performant. Il bat ainsi plusieurs records de l'université en tant que joueur freshman, dont les records du plus grand nombre de yards gagnés en réceptions au cours d'une saison (981 yards) et du plus grand nombre de touchdowns inscrits sur une saison (12), qui étaient détenus depuis 2000 par Roy Williams (809 yards et 8 touchdowns). Worthy bat également le record du plus grand nombre de yards gagnés sur un match par un joueur fresham avec 261 yards contre les rivaux des Sooners de l'Oklahoma. Ces performances lui valent d'être désigné freshman All-American et meilleur joueur offensif freshman de la Big 12 Conference et d'être sélectionné dans la première équipe de la Big 12,,. Lors de ses deux autres saisons en NCAA, il obtient une nouvelle sélection dans la première équipe de la Big 12 en 2023 et dans la deuxième équipe en 2022.
Le 2 janvier 2024, annonce qu'il fait l'impasse sur sa dernière année d'éligibilité pour se présenter à la draft de la NFL.

### Carrière professionnelle

#### NFL Scouting Combine
Avec un temps de 4 s 22 lors du sprint de 40 yards, il détient le record du temps le plus rapide de l'exercice au NFL Scouting Combine.
Lors du NFL Scouting Combine 2024, il effectue le test du sprint de 40 yards en 4 s 21 battant le record de 4 s 22 détenu par John Ross.
| Taille                | Poids          | Bras            | Main           | Sprint   | Sprint   | Sprint   | Shuttle 20 yards | 3 cones drill | Détente         | Détente              | Développé couché | Test Wonderlic |
| Taille                | Poids          | Bras            | Main           | 40 yards | 10 yards | 20 yards | Shuttle 20 yards | 3 cones drill | verticale       | horizontale          | Développé couché | Test Wonderlic |
| 1,81 m (5 ft 11 ¼ in) | 75 kg (165 lb) | 79 cm (31 ⅛ in) | 22 cm (8 ¾ in) | 4,21 s   | 1,49 s   | 2,42 s   | -                | -             | 1,04 cm (41 in) | 3,33 m (10 ft 11 in) | -                | -              |

#### Draft
Worthy est sélectionné au 28e choix global lors du premier tour de la draft 2024 de la NFL par la franchise des Chiefs de Kansas City.

## Statistiques

### Universitaires
| Année       | Équipe             | Statut      | MJ |     | Passes réceptionnées | Passes réceptionnées | Passes réceptionnées | Passes réceptionnées |       | Courses | Courses | Courses | Courses |
| Année       | Équipe             | Statut      | MJ | Nb. | Yards                | Moy.                 | TD                   | Nb.                  | Yards | Moy.    | TD      |         |         |
| 2021        | Longhorns du Texas | Fr.         | 12 | 62  | 0 891                | 15,8                 | 12                   | 1                    | 07    | 7,0     | 0       |         |         |
| 2022        | Longhorns du Texas | So.         | 13 | 60  | 0 760                | 12,7                 | 09                   | 2                    | 14    | 7,0     | 0       |         |         |
| 2023        | Longhorns du Texas | Jr.         | 14 | 75  | 1 014                | 13,5                 | 05                   | 4                    | 35    | 8,8     | 0       |         |         |
| Totaux NCAA | Totaux NCAA        | Totaux NCAA | 32 | 197 | 2 755                | 14,0                 | 26                   | 7                    | 56    | 8,0     | 0       |         |         |

### Professionnelles
| Année | Équipe                | MJ |                | Passes réceptionnées | Passes réceptionnées | Passes réceptionnées | Passes réceptionnées |                | Courses        | Courses        | Courses | Courses |  | Fumbles | Fumbles |
| Année | Équipe                | MJ | Nb.            | Yards                | Moy.                 | TD                   | Nb.                  | Yards          | Moy.           | TD             | Nb.     | Perdus  |  |         |         |
| 2024  | Chiefs de Kansas City | ?  | Saison à venir | Saison à venir       | Saison à venir       | Saison à venir       | Saison à venir       | Saison à venir | Saison à venir | Saison à venir | ?       | ?       |  |         |         |